# فاونتن لیک (آرکانزاس)
فاونتن لیک (به انگلیسی: Fountain Lake) یک شهر در ایالات متحده آمریکا است که در شهرستان گارلند، آرکانزاس واقع شده‌است. فاونتن لیک ۱۰٫۱۰ کیلومتر مربع مساحت و ۵۰۳ نفر جمعیت دارد و ۱۸۰ متر بالاتر از سطح دریا واقع شده‌است.